# Püspökladány
Püspökladány est une ville et une commune du comitat de Hajdú-Bihar en Hongrie.

## Histoire
Depuis la fin de l'occupation ottomane jusqu'en 1918, Püspökladány fait partie de la monarchie autrichienne (empire d'Autriche), dans la province de Hongrie en 1850 ; après le compromis de 1867, évidemment dans la Transleithanie, au Royaume de Hongrie.

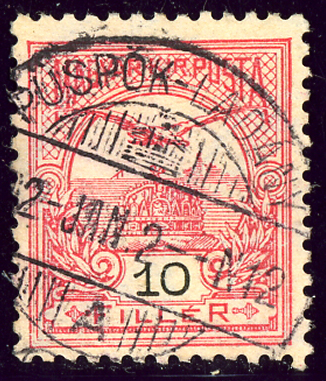
Dans le Royaume de Hongrie en 1902

## Personnalités liées à Püspökladány
- Mátyás Szűrös est né à Püspökladány le 11 septembre 1933. Il fut président de la République hongroise du 18 octobre 1989 au 2 mai 1990.